# استان عکار
عکار (به عربی: عکار) یک استان‌های لبنان در لبنان است که در لبنان واقع شده‌است. عکار ۷۸۸ کیلومتر مربع مساحت دارد.